# Alwyn Court Apartments
El Alwyn Court Apartments  es un edificio de apartamentos histórico ubicado en Nueva York, Nueva York. El Alwyn Court Apartments se encuentra inscrito como un Hito Histórico Neoyorquino en la Comisión para la Preservación de Monumentos Históricos de Nueva York al igual que en el Registro Nacional de Lugares Históricos desde el 26 de diciembre de 1979.  Harde & Short fueron los arquitectos del Alwyn Court Apartments.

## Ubicación
El Alwyn Court Apartments se encuentra dentro del condado de Nueva York en las coordenadas 40°45′57″N 73°58′48″O / 40.765833, -73.98.